# Here We Go Magic
Here We Go Magic er et Indie rock-band fra USA.
| Musikgruppe | Spire Denne artikel om en amerikansk musikgruppe er en spire som bør udbygges. Du er velkommen til at hjælpe Wikipedia ved at udvide den. |